# Рогізна (Чернівці)
Рогізна — мікрорайон у Садгірському районі Чернівців, до 1965 року — окремий населений пункт.

## Історія
Згідно з археологічними даними виникло не пізніше ХІІ-ХІІІ століть, перша письмова згадка в грамотах про цей населений пункт датується 7 жовтня 1519 р. Свою назву село могло отримати від поміщика Рогозна, хоча серед населення поширений погляд, що воно назване від рослини очерету-рогози. Рогізна розташована на правому березі річки Задубрівки в заболоченій місцевості, поруч дороги Чернівці — Заставна.
У 1965 році село Рогізна приєднали до м. Садгора й воно увійшло до складу Садгірського району, ставши передмістям Чернівців.
7 жовтня 2019 року виповнюється 500-ліття з часу першої письмової згадки про с. Рогізна.
3 липня 2018 р. під час 57 сесії Чернівецької міської ради депутати підтримали протокольне доручення Миколи Собка («Свобода») з приводу святкування 500-ліття поселення Рогізна (https://pogliad.ua/news/chernivtsi/u-2019-roci-poselennya-rogizna-vidznachatime-500-littya-z-chasu-pershoyi-zgadki-357192).
Згідно розпорядження секретаря Чернівецької міської ради Василя Продана від 06.09.2018 р. № 394-р створена робоча група щодо організації святкування з нагоди 500-ліття мікрорайону Рогізна.
29 жовтня 2018 р. відбулося перше засідання робочої групи щодо організації святкування з нагоди 500-ліття мікрорайону.
31 січня 2019 р. на 67 сесії Чернівецької міської ради член робочої групи Віктор Скицько запросив секретаря Чернівецької міської ради Василя Продана, депутатів і представників ЗМІ до відзначення цього ювілею (https://www.youtube.com/watch?v=0spxvaLNtMQ). 
14 лютого відбулася краєзнавча виставка «Рогізна 500: від минулого до сучасності» (базі Чернівецького обласного краєзнавчого музею, вул. Коблилянської, 28), а — 20 березня історико-краєзнавча конференція «Рогізна: погляд крізь роки» (на базі ДВНЗ «Чернівецький коледж дизайну та економіки», вул. Є. Гребінки, 16) (детальніше на сторінці Семенюк Микола Степанович).
31 травня 2019 р. відбулося друге засідання робочої групи щодо організації святкування з нагоди 500-ліття мікрорайону. На ньому було вирішено, що відзначення ювілею буде проведено 13 жовтня 2019 року.

## Школа
У 1860-тих роках споруджено початкову однокласну школу з німецькою мовою викладання (нині — Чернівецька загальноосвітня школа І-ІІІ ступеня № 39), яка функціонувала на кошти місцевої общини та пожертви жителів, зокрема місцевого барона Ксенофона Мустеци. 1874 р. — шкільна рада общини Рогізна через Шкільну Крайову раду звертається до уряду з проханням про переведення однокласної початкової школи в шестикласну. Початок 1890-х років уряд задовільнив прохання Шкільної Крайової ради. XIX ст. — школа стає шестикласною з німецькою мовою викладання. На викладання української мови виділяється дві години. 1918 р. — у зв'язку із входженням Буковини до Румунії школу переведено на румунську мову викладання з однією годиною української мови. 1940 р. — школа стає україномовною з обов'язковим вивченням російської мови. 1945 р. — заклад отримує статус восьмирічної школи с. Рогізна Садгірського району. 1960—1970-і рр. — школа отримує статус восьмирічної школи № 39 м. Чернівців. 4 жовтня 1972 р. — у новозбудованому приміщенні (вул. Карбулицького, 4) розпочинає функціонувати Чернівецька загальноосвітня середня школа № 39.

## Культові споруди
У 1680 році на кошти парафіян у селі збудовано дерев'яну церкву Різдва Пресвятої Богородиці. У 1857 році храм оновлений, а в 1875 році — наново розмальований за кошти прихожан. На початку XX століття парафіяльна рада вирішила побудувати нову церкву тому, що стара знаходилась у аварійному стані. Лише в 1912 р. отриманий дозвіл на будівництво нового храму з цегли та каміння, а через два роки розпочалась перша світова війна і з будівлі зробили склад. Тільки 25 листопада 1923 року новозбудований храм освятили. На цьому святі були присутні архімандрит Митрофор Клемент Попович, представники Консисторії Георгій Шандру, Іпполіт Тарнавський, архідиякон Михайло Бокка, священик Касіян Бринзан. У період радянської влади храм діяв постійно, а в 1968 році екзарх України, архієпископ Київський і Галицький Філарет (Денисенко) під час візиту на Буковину відвідав ряд храмів, серед яких Петро-Павлівський в Чернівцях, Різдва Пресвятої Богородиці в Рогізній. 10 травня 1992 року церковна громада зібрала збори й вирішила вийти з підпорядкування УПЦ МП і перейшла в УПЦ КП у підпорядкування до єпископа Чернівецького і Буковинського Данила (Ковальчука), а вже 21 червня 1992 р. в храмі відслужено першу літургія українською мовою.

## Видатні люди
В селі народилися:
- Франціск Йосиф Райнер (1874—1944) — Румунський лікар.
- Остап Вільшина (1899—1924) — український поет.
- Володимир Гамаль (нар. 1948) — український скульптор.
- Богдан Гливка (нар. 1946) — український співак (тенор).
- Костянтин Майданський -«Юрась» (1923—1948) — провідник Садгірського районного проводу ОУН, референт СБ Чернівецького повітового, пізніше — «Запрутського» надрайонного проводу ОУН.
- Микола Семенюк (нар. 1982) — український краєзнавець, педагог.
- Іван Церенюк (псевдо «Ярема», 1919—1947) — провідник Чернівецького (сільського) районного проводу ОУН (1946-05.1947), провідник Вашковецького районного проводу ОУН (06.-11.1947).

## Інше
На початку XX століття в Рогізні видавався часопис «Наука» (редактор — Василь Казарищук).
1927 року в Рогізній розмістився аеропорт Чернівці.